# Caenurgina aquamarina
Caenurgina aquamarina là một loài bướm đêm trong họ Erebidae.